# Leptoconops torrens
Leptoconops torrens är en tvåvingeart som först beskrevs av Townsend 1893.  Leptoconops torrens ingår i släktet Leptoconops och familjen svidknott. Inga underarter finns listade i Catalogue of Life.